# Monte Cornagera
La Cornagera è una montagna delle Prealpi Bergamasche situata in valle Seriana, in provincia di Bergamo.

## Descrizione
Totalmente compresa nel territorio del comune di Aviatico, svetta sull'omonimo altipiano, mostrandosi con la sua caratteristica forma piramidale a gran parte della pianura centrale lombarda, alla media val Seriana, permettendo la vista di gran parte delle Orobie, tra cui la Presolana, ma anche delle Alpi Pennine, in particolar modo del monte Rosa.
È la struttura geologica a rendere particolare questa montagna: la dolomia di cui è composta è stata interessata, nel corso dei millenni, da fratturazioni dovute al lento spostamento del corpo centrale verso ovest, con la conseguente formazione di pareti rocciose, creando le forme caratteristiche tuttora visibili.

## Palestra di roccia

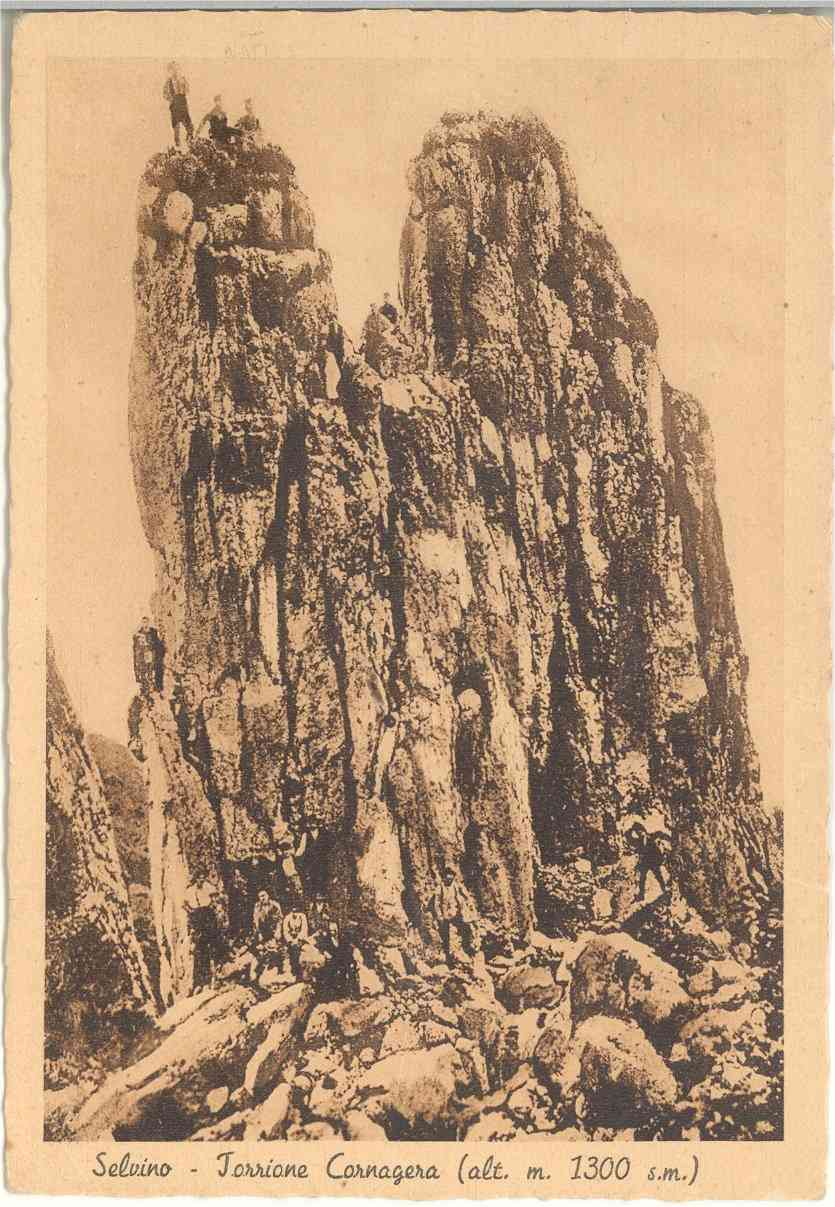
Scalatori sui torrioni del Cornagera circa a metà del novecento

Le sue pareti rocciose ed i suoi torrioni, esposti a Sud, sono da molto tempo una nota palestra di arrampicata, tanto da essere frequentati da alpinisti già nei primi anni del XX secolo. Qualche decennio più tardi su questi pinnacoli si sono formati alpinisti quali i fratelli Giuseppe e Innocente Longo e Ilario Garlini (a cui sono intitolati due torrioni), Agostino Parravicini e Carlo Nembrini, spesso vi ha portato i suoi allievi Leone Pellicioli.
Ai nostri giorni, la frequentazione è diventata di massa anche per quanto riguarda l'arrampicata sportiva, con difficoltà che vanno dal II al V grado.

## Storia
Originariamente identificata con il nome latino "Ruina" (indicante la grande quantità di detriti e sfasciume di pietre, visti come fossero delle macerie), deve l'origine dell'attuale toponimo al dialetto locale, dall'unione di Corna (roccia appuntita) e gera (ghiaia), che rendono l'idea di questa montagna, costituita da rocce appuntite e da ghiaioni che le circondano alla base.
Nel corso della storia è anche stata utilizzata come riparo dagli abitanti dei borghi sottostanti. Le cronache riportano infatti che parte della popolazione di Aviatico si rifugiò nel 999 nelle grotte e negli anfratti esistenti, al fine di scampare alla presunta fine del mondo, paventata dal millenarismo. 
Altra occasione si verificò nel 1630, quando nei vicini centri abitati imperversava l'epidemia di peste di manzoniana memoria. Alcune persone cercarono di scampare alla diffusione del morbo rifugiandosi in questi luoghi isolati, come testimoniato da resti umani qui rinvenuti, fatti risalire proprio a quel periodo. 
Un ultimo esempio è dato dal ritrovamento di una piastrina rappresentante la Madonna, riportante la data del 1944 ed incastonata tutt'oggi in una delle rocce alle pendici del monte, che ha garantito probabilmente un riparo a qualche soldato durante la seconda guerra mondiale. 
Questi ritrovamenti, uniti alla particolarità della montagna, contribuirono a creare numerosi racconti e leggende che si tramandarono tra gli abitanti della zona.